# Gerd Dörich
Gerd Dörich, född den 14 februari 1968 i Sindelfingen, är en tysk tidigare bancyklist som framförallt körde madisonlopp (tysk mästare 1994 med Markus Hess och 2004 med Frank Kowatschitsch) och sexdagarslopp (vinnare av Stuttgarts sexdagars 2004 med Andreas Kappes och Andreas Beikirch).

## Meriter
| 2002 3:a i derny | 1994 Tysk mästare i madison med Markus Hess 2004 Tysk mästare i madison med Frank Kowatschitsch |

### Sexdagarslopp
| 1989/1990 3:a i Nouméas sexdagars (nov.) med Udo Liehner 1995/1996 3:a i Stuttgarts sexdagars (jan.) med Danny Clark 1997/1998 3:a i Berlins sexdagars (jan.) med Carsten Wolf 1998/1999 3:a i Fiorenzuolas sexdagars (aug.) med Carsten Wolf 1999/2000 3:a i Stuttgarts sexdagars (jan.) med Erik Weispfennig 2000/2001 2:a i Stuttgarts sexdagars (jan.) med Andreas Kappes | 2001/2002 3:a i Stuttgarts sexdagars (jan.) med Andreas Beikirch 2002/2003 3:a i Stuttgarts sexdagars (jan.) med Jens Lehmann 2003/2004 Vinnare av Stuttgarts sexdagars (jan.) med Andreas Kappes och Andreas Beikirch 2004/2005 2:a i Stuttgarts sexdagars (jan.) med Andreas Kappes och Andreas Beikirch 3:a i Gents sexdagars (nov.) med Andreas Kappes 2007/2008 3:a i Stuttgarts sexdagars (jan.) med Erik Mohs och Andreas Beikirch |